# Пінсян
Пінсян (кит. спр. 萍乡市, піньїнь: Píngxiāng Shì) — місто-округ в східнокитайській провінції Цзянсі.

## Географія
Пінсян розташовується на заході провінції.

### Клімат
Місто знаходиться у зоні, котра характеризується вологим субтропічним кліматом. Найтепліший місяць — липень із середньою температурою 28.8 °C (83.8 °F). Найхолодніший місяць — січень, із середньою температурою 5.5 °С (41.9 °F).
| Клімат Пінсяна          | Клімат Пінсяна | Клімат Пінсяна | Клімат Пінсяна | Клімат Пінсяна | Клімат Пінсяна | Клімат Пінсяна | Клімат Пінсяна | Клімат Пінсяна | Клімат Пінсяна | Клімат Пінсяна | Клімат Пінсяна | Клімат Пінсяна | Клімат Пінсяна |
| Показник                | Січ.           | Лют.           | Бер.           | Квіт.          | Трав.          | Черв.          | Лип.           | Серп.          | Вер.           | Жовт.          | Лист.          | Груд.          | Рік            |
| Середня температура, °C | 5,5            | 6,7            | 11,2           | 17,2           | 22,2           | 25,5           | 28,8           | 28,4           | 24,2           | 18,8           | 12,9           | 7,6            | 17,4           |
| Норма опадів, мм        | 66.9           | 109.2          | 156.8          | 217.4          | 236.2          | 216.5          | 119.1          | 129.6          | 82.5           | 91             | 76.7           | 49.9           | 1551.8         |
| Днів з опадами          | 14,2           | 15             | 19,2           | 19,6           | 18,1           | 15             | 9,8            | 10,6           | 9,7            | 12             | 12             | 12,2           | 167,4          |
| Вологість повітря, %    | 77.7           | 81.6           | 82.4           | 81.7           | 80.3           | 80.7           | 73.7           | 74.6           | 76.4           | 76.6           | 76.8           | 75.4           | 78.2           |
| ----------------------- | -------------- | -------------- | -------------- | -------------- | -------------- | -------------- | -------------- | -------------- | -------------- | -------------- | -------------- | -------------- | -------------- |
| Джерело: Weatherbase    |                |                |                |                |                |                |                |                |                |                |                |                |                |